# Euroscaptor
Euroscaptor is een geslacht van zoogdieren uit de familie van de mollen (Talpidae). De wetenschappelijke naam van het geslacht werd in 1940 gepubliceerd door Gerrit Smith Miller jr.

## Soorten
Er worden tien soorten in dit geslacht geplaatst:
- Euroscaptor grandis G. S. Miller, 1940
- Euroscaptor klossi O. Thomas, 1929
- Euroscaptor kuznetsovi Zemlemerova et al., 2016
- Euroscaptor longirostris (Milne-Edwards, 1870)
- Euroscaptor malayanus (Chasen, 1940)
- Euroscaptor micrurus (Hodgson, 1841) - Himalayamol
- Euroscaptor ngoclinhensis Zemlemerova et al., 2016
- Euroscaptor orlovi Zemlemerova et al., 2016
- Euroscaptor parvidens (G. S. Miller, 1940)
- Euroscaptor subanura Kawada et al., 2012